# Sološnica
Sološnica je naseljeno mjesto u okrugu Malacky u Bratislavskom kraju u Slovačkoj.

## Stanovništvo
| Godina:     | 1993. | 2003.   | 2013.   | 2023.   |
| ----------- | ----- | ------- | ------- | ------- |
| Broj ljudi: | 1473  | 1495    | 1555    | 1653    |
| Razlika:    |       | +1,49 % | +4,01 % | +6,30 % |

| Godina:     | 2022. | 2023.   |
| ----------- | ----- | ------- |
| Broj ljudi: | 1667  | 1653    |
| Razlika:    |       | -0,83 % |

Prema podatcima o broju stanovnika iz 2023. godine naselje je imalo 1653 stanovnika.

## Vanjske poveznice
|  | Zajednički poslužitelj ima još gradiva o temi Sološnica |

- Službena stranica naselja (sl.)